# 石油生産輸出カルテル禁止法
石油生産輸出カルテル禁止法（せきゆせいさんゆしゅつカルテルきんしほう、英: No Oil Producing and Exporting Cartels Act、略称: NOPEC）は、アメリカ合衆国議会でしばしば提起される石油製品に関するカルテルを禁止する法律（案）。石油輸出国機構（OPEC）のカルテルすら対象とすることが特徴。2000年代におけるアメリカ合衆国は産油国の一角を占めており、石油輸出国機構のカルテルによる石油価格の維持・上昇のメリットを享受する企業も多いが、石油輸出国機構に加盟する国を牽制する手段の一つとして注目されることがある。

## 概要
石油生産輸出カルテル禁止法は、2000年以来、幾度か議会にかけられてきた法律案であり、アメリカの反トラスト法の下で、石油生産の談合を違法行為とするとともに、石油輸出国機構加盟国を反トラスト法による提訴から守ってきた主権免除を撤廃する内容とすることがほとんど。2007年には、下院および上院を通過して法案成立に現実味を帯びた時期があったが、当時のジョージ・W・ブッシュ大統領が拒否権をちらつかせたため廃案となっている。しばらく話題になることはなかったが、2018年、トルコ国内のサウジアラビア総領事館でジャーナリストのジャマル・カショギが行方不明になった事件が発覚した直後にカルテル禁止法案が再浮上。サウジアラビアを牽制するためとも目されており、共和党・民主党の有力議員が法案への支持を示している。